# الوسط الغربي التونسي
الوسط الغربي التونسي هي المنطقة الواقعة في وسط غرب تونس والتي تضم ثلاث ولايات التالية: سيدي بوزيد، القيروان والقصرين.

## جغرافية
تعتبر منطقة صخرية وجافة مع العديد من الجبال حولها مثل جبل الشعانبي في القصرين وهو أكبر الجبال في الدولة التونسية وكذلك الحديقة الوطنية بجبل السرج وهو جبل كبير بين القيروان و سليانة، وتبلغ مساحة المنطقة 2237.7 هكتار.

## التركيبة السكانية
يبلغ عدد سكان الوسط الغربي 1،459،703، وهي رابع منطقة مأهولة بالسكان في البلاد. أكثر ولايات الوسط الغربي كثافة سكانية هي:
| الولاية    | تعداد السكان | الكثافة السكانية | أكبر مدينة / ولاية |
| ---------- | ------------ | ---------------- | ------------------ |
| القيروان   | 570،559      | 85 / كم 2        | القيروان (186،653) |
| القصرين    | 459،232      | 56 / كم 2        | القصرين (83،534)   |
| سيدي بوزيد | 429،912      | 58 / كم 2        | سيدي بوزيد (48339) |

### مدن وبلدات
هناك العديد من المدن والبلدات التي يزيد عدد سكانها عن 50.000 من السكان فيما يلي أهم 10 مدن مأهولة بالسكان:
| مدينة             | تعداد السكان                    | الكثافة السكانية  |
| ----------------- | ------------------------------- | ----------------- |
| القيروان الكبرى   | 186،653                         | لايوجد بيانات     |
| القصرين الكبرى    | (83،534 مدينة) (108،794 مجتمعًا) | 6،961 كم / مربع 2 |
| سيدي بوزيد الكبرى | (48339 مدينة) (122.676 مجتمعًا)  | لايوجد بيانات     |
| سبيطلة            | (23،844 مدينة) (72،245 مجتمعة)  | لايوجد بيانات     |
| بوحجلة            | (7،940 مدينة) (70،589 مجتمعًا)   | لايوجد بيانات     |
| السبيخة           | (8،104 مدينة) (67،315 مجتمعًا)   | لايوجد بيانات     |
| الرقاب            | (11،430 مدينة) (58،776 مجتمعًا)  | لايوجد بيانات     |
| فريانة            | (36504 مدينة) (51455 مجتمعًا)    | لايوجد بيانات     |
| حفوز              | (8،472 مدينة) (43،792 مجتمعًا)   | لايوجد بيانات     |
| فوسانة            | (7،716 مدينة) (41،447 مجتمعًا)   | لايوجد بيانات     |

## مواضيع ذات صلة
- الجنوب الشرقي التونسي
- ولاية القصرين
- ولاية القيروان
- ولاية سيدي بوزيد